# Skopoletyna
Skopoletyna (7-hydroksy-6-metoksykumaryna) – organiczny związek chemiczny, bezwodnik kwasu kumarowego, stosowany jako główny składnik dikumarolu (leku przeciwzakrzepowego).
Naturalnie występuje w wielu roślinach, a farmakologicznie pozyskuje się ją z lawendy, nostrzyka, drzewa sandałowego, truskawek oraz cynamonu, albo też syntetyzuje się z aminokwasu fenyloalaniny. Odkryta została po raz pierwszy u roślin Scopolia carniolica i Scopolia japonica i stąd wywodzi się jej nazwa.
Skopoletyna jest podstawą dikumarolu, który hamuje syntezę czynników krzepnięcia zależnych od witaminy K w wątrobie. Kumarynowe pochodne są używane powszechnie jako antykoagulanty (jak warfaryna) w leczeniu schorzeń, którym towarzyszy nadmierna bądź nieprawidłowa krzepliwość krwi, takich jak zakrzepica żył głębokich, zatorowość płucna i migotanie przedsionków. Kumaryna ma charakterystyczny zapach, jak wanilia. Dlatego wykorzystuje się ją także w produkcji perfum, mydeł, dodatków  smakowych. Szkielet kumaryn (benzo-2-piron) pochodzi od kwasu cynamonowego.